# Vágur
Vágur (duń. Våg, IPA: vɔavʊɹ) – jest szóstym pod względem populacji miastem na Wyspach Owczych i największym na wyspie Suðuroy. Mieszka tam 1405 osób. Administracyjnie jest stolicą gminy Vágur, leżącej w regionie Suðuroy.

## Geografia

### Położenie
Miasto Vágur leży w południowej części wyspy Suðuroy, będącej najdalej na południe wysuniętą spośród wszystkich części składowych archipelagu Wysp Owczych. Miejscowość ta nie ma jednak kontaktu z otwartym morzem, albowiem leży na końcu fiordu Vágsfjørður, jednego z dłuższych w tamtym regionie, który wpływa od strony wschodniej do Morza Norweskiego. Na południu i północy od miejscowości znajdują się góry – Hvannafelli (558 m n.p.m., na północy) oraz Rávan (432 m n.p.m., na południu). Od zachodu znajduje się zaś niewielkie wzniesienie, za nim zaś klify i otwarty ocean. Na wschód, poza Vágsfjørður znajduje się także najbliższa Vágur miejscowość, Nes.

### Klimat
Podobnie, jak na całych Wyspach Owczych, także w Vágur panuje klimat umiarkowany chłodny w odmianie morskiej. Zimy są tam więc dość lekkie, w porównaniu do innych miejsc na tej szerokości geograficznej, a lata stosunkowo chłodne. Amplitudy temperatur nie są więc zbyt wysokie. Występuje tam duża ilość opadów deszczu i śniegu w najchłodniejszych miesiącach. Mieszkańcy są także narażeni na częste zachmurzenie, krótkie dni zimą, długie zaś latem, oraz białe noce. Najbliższa stacja meteorologiczna znajduje się na przylądku Akraberg i jest oddalona od Vágur o 14 km. W roku 2008 odnotowała ona najwyższą temperaturę 17,4 °C i najniższą -7,3 °C.

## Informacje ogólne

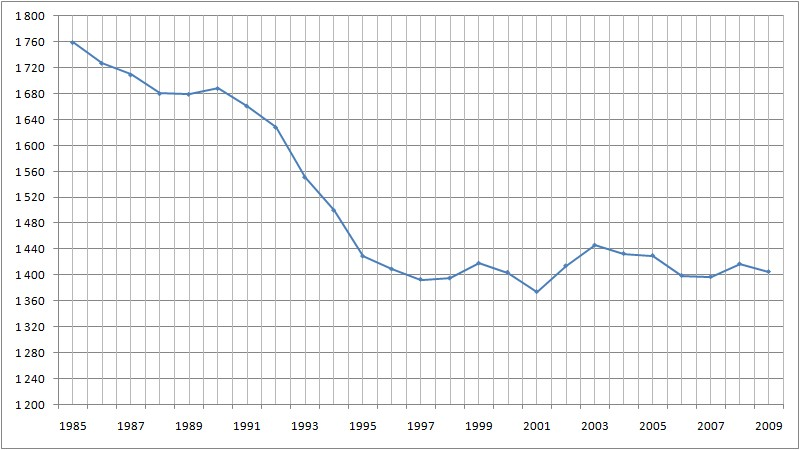
Populacja Vágur w latach 1985-2009

### Populacja
Większość mieszkańców Vágur stanowią Farerczycy, czyli rdzenni mieszkańcy archipelagu Wysp Owczych. Mieszka tam obecnie 1405 osób i liczba ta stale maleje. Mężczyźni stanowią większość społeczeństwa, 51,5% ludności. Społeczeństwo jest stosunkowo młode, ludzie do 20 roku życia stanowią około 27,6% populacji. Liczba ludności znacznie spadła od końca lat 80. XX wieku. Było to spowodowane rozwojem centralnego ośrodka Wysp Owczych – Tórshavn oraz kryzysem gospodarczym, jaki nawiedził archipelag na początku lat 90..

### Transport
W miejscowości Vágur nie ma lądowiska dla helikopterów, dość popularnych na Wyspach Owczych, jest przystań promowa, ale jej działalność została zawieszona. Kiedyś przybijały tam jednostki z Tórshavn, obecnie czynią to w Tvøroyri.
Jedynym więc transportem, który funkcjonuje w miejscowości jest transport kołowy, za pomocą sieci dróg jednopasmowych. Prócz prywatnych pojazdów można się tam dostać państwową linią niebieskich autobusów Bygdaleiðir numer 700, której kurs odbywa się na trasie Sumba-Lopra-Vágur-Porkeri-Hov-Øravík-Ferjulegan-Tvøroyri.

### Sport
W miejscowości mecze swe rozgrywa klub piłkarski VB Vágur, obecnie znany pod nazwą VB/Sumba. Klub ten powstał 5 czerwca 1905 roku i jest jednym z najstarszych na całych Wyspach Owczych. W swej historii zajmował on wielokrotnie wysokie pozycje w tabeli pierwszoligowej, jednokrotnie także, w roku 2000 udało mu się zdobyć mistrzostwo, a w 1974 był triumfatorem Pucharu Wysp Owczych. W ostatnich latach jednak z klubem nie działo się najlepiej i spadł do drugiej ligi. 22 lutego 2005 nastąpiła fuzja z okolicznym SÍ Sumba, w wyniku czego powstał klub VB/Sumba. Mecze tego zespołu rozgrywane są na stadionie Vesturi á Eidinum, zdolnym pomieścić trzy tysiące ludzi.
Jednym z zabytków miasta jest kościół zbudowany w 1927 roku.

## Galeria

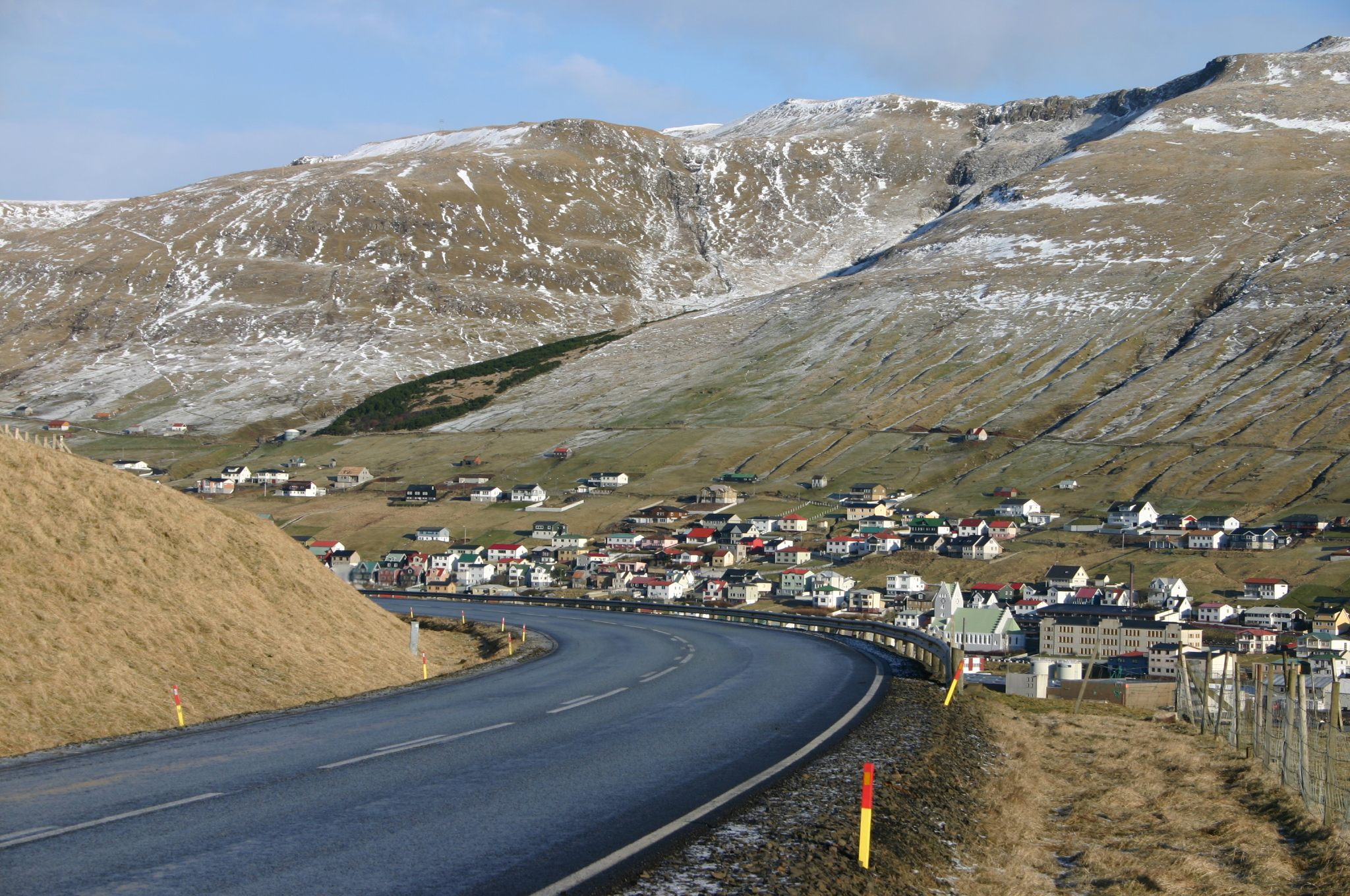
Droga wjazdowa do Vágur
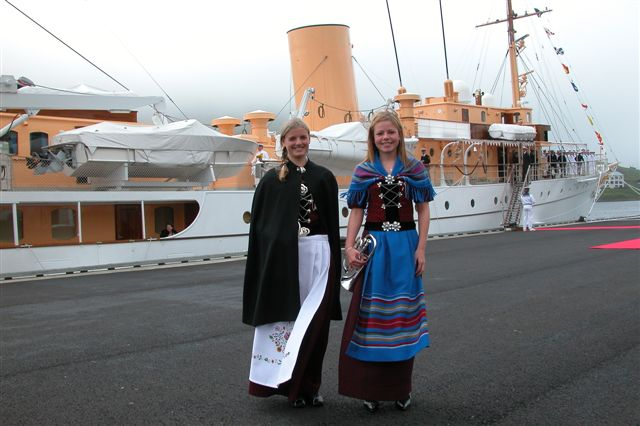
Statek królewski w przystani Vágur
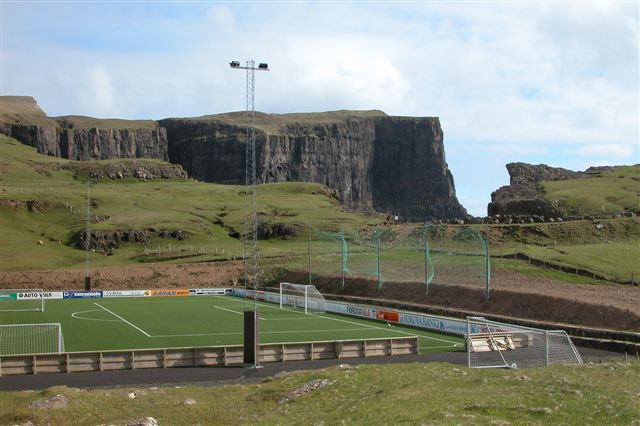
Boisko w Vágur
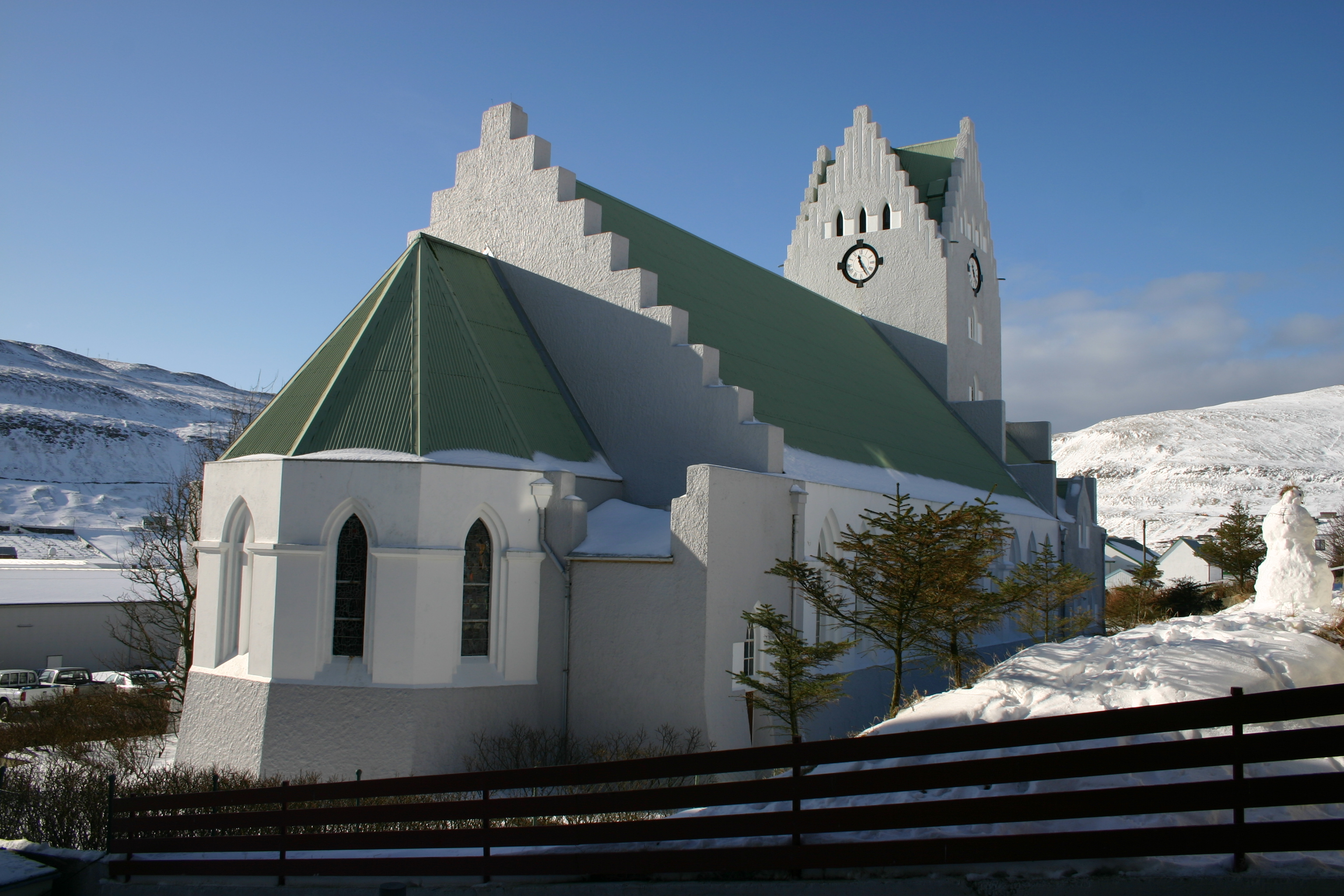
Kościół w Vágur

## Miasta partnerskie
- Akureyri
- Nakskov
- Sandgerði